# 인견

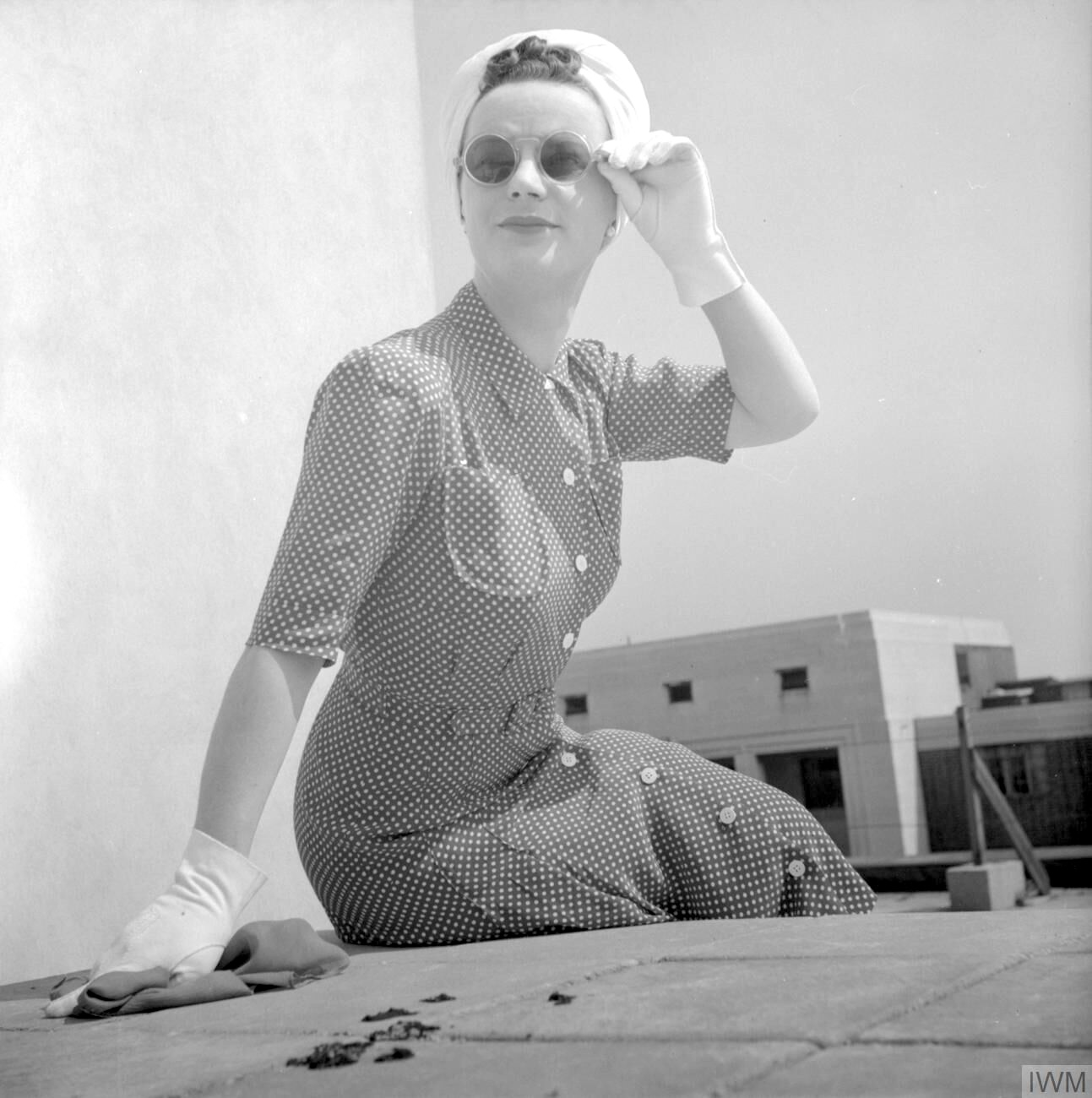

인견(人絹, art silk)은 인조 견이라는 뜻으로, 견직물과 비슷한 질감을 내도록 만들어진 인공섬유다. 보통 "인견"이라는 말은 레이온의 동의어로 사용되지만 대나무 비스코스로 만들어지는 것도 있다.
인견은 1890년대에 처음 나타났으며, 이때 "비스코스"라는 상표명을 썼다. 1924년 미국에서는 상표명이 "레이온"으로 바뀌었으나 유럽에서는 비스코스라는 말이 계속 쓰였고 산업현장에서는 "비스코스 레이온"이라고 부르게 되었다.
1931년, 헨리 포드가 화학자 로버트 보이어와 프랭크 캘버트를 고용해 콩 섬유로 인견을 만들게 했는데, 그 결과물이 아즐론이다. 아즐론은 1940년 일간 2,300 킬로그램 생산량을 달성했지만 시장에 풀리지는 않았다.
최초의 화학합성섬유인 듀폰의 나일론은 인견이라고 불리지는 않지만, 그 개발 목적이 1930년대 말 제2차 세계대전으로 인해 일본산 견직물의 수입이 끊기면서 그 대체품목으로 개발된 것이다.